# Carl Gustaf Wrangel

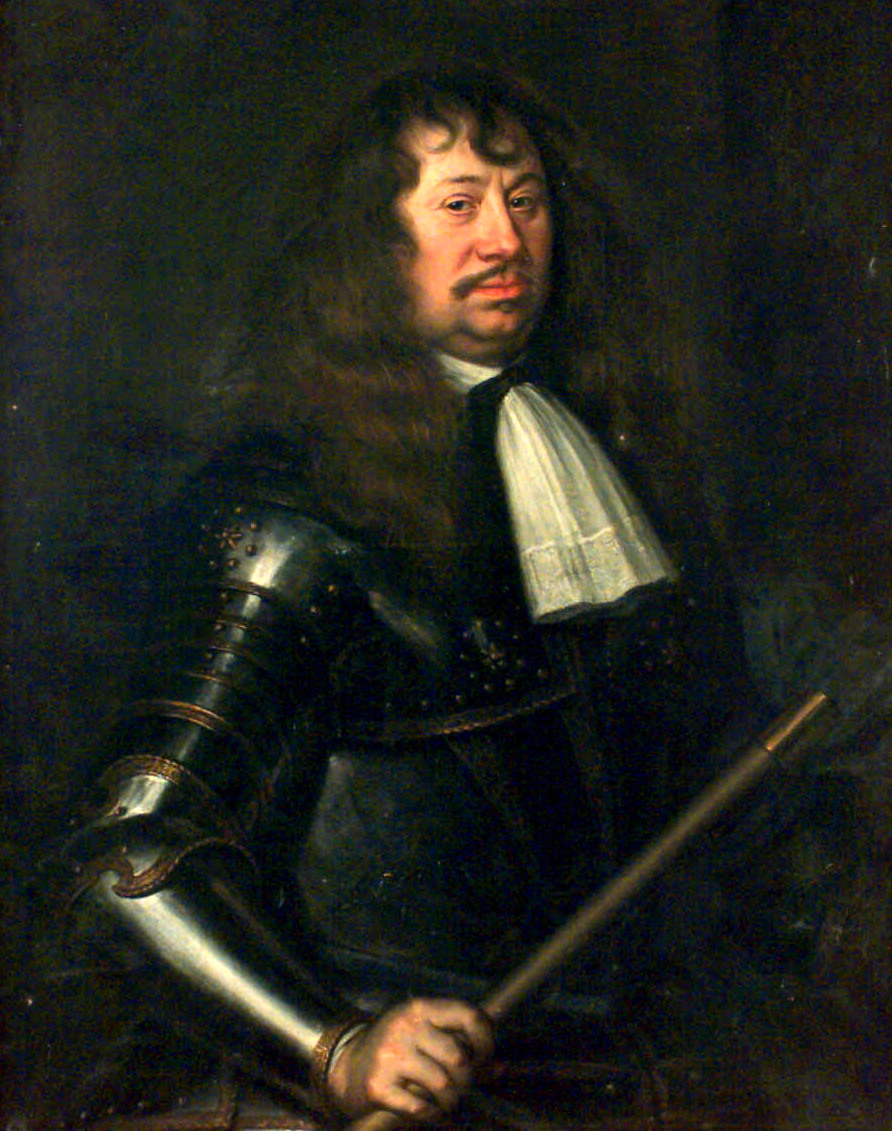
Carl Gustaf Wrangel in 1662

Carl Gustaf Wrangel (Skokloster, 23 december 1613 – Gut Spyker op Rügen, 5 juli 1676) was een Zweedse edelman (lid van de familie Wrangel), staatsman en militair commandant in de Dertigjarige Oorlog, Torstensonoorlog, Zweedse oorlog om Bremen, Noordse Oorlog en Schoonse Oorlog.
Hij had de volgende rangen: veldmaarschalk, opperbevelhebber van de Zweedse strijdkrachten in Duitsland (1646-1648) en rijksadmiraal van Zweden (sinds 1657). Wrangel was gouverneur generaal van Zweeds-Pommeren (1648-1652 en 1656-1676) en sinds 1664 marsk van Zweden en een lid van de Rijksraad. Hij droeg de titel van een graaf van Salmi tot 1665, daarna was hij graaf van Sölvesborg. In 1673 was Wrangels titel: "Graaf van Sölvesborg, freiherr van Lindeberg en Ludenhof, heer van Skokloster, Bremervörde, Wrangelsburg, Spyker, Räpina, Ekebyhov, Gripenberg en Rostorp".
Vanaf 1658 was Wrangel opperrechter in Uppland en vanaf 1660 kanselier van de universiteit van Greifswald. Hij beheerde verschillende landgoederen, voornamelijk in het Zweedse domein, waar hij representatieve herenhuizen bouwde - Wrangelsburg in Pommeren draagt zijn naam nog altijd. Wrangel was een goede vriend van Karel X Gustaaf van Zweden.